# Moulay Slissen (distrito)
Moulay Slissen é um distrito localizado na província de Sidi Bel Abbès, Argélia.[carece de fontes?] Sua capital é a cidade de mesmo nome.

## Comunas
O distrito está dividido em três comunas:
- Moulay Slissen
- El Hacaiba
- Ain Tindamine